# Bundesautobahn 552
Pour les articles homonymes, voir A552.
La Bundesautobahn 552 était le projet d'une Bundesautobahn dans le Land de Rhénanie-du-Nord-Westphalie.

## Histoire
L'A 552 devait former une liaison entre la Bundesautobahn 54 et la Bundesautobahn 1 et traverser le périphérique de Cologne près du quartier de Niehl. Le projet d'autoroute est rejeté, mais il existe un itinéraire de type autoroute à quatre à six voies appelé Industriestraße (à ne pas confondre avec la route industrielle parallèle du même nom). Celui-ci est surnommé Ford-Autobahn.
L'itinéraire commence comme une extension de la Boltensternstraße au carrefour de la Boltensternstraße–Amsterdamer Straße/Niehler Damm et traverse le faux carrefour giratoire Niehler Ei. Le plan initial était que l'A 552 traverse le Niehler Ei avec un pont. Après deux sorties, il y a un échangeur autoroutier en forme de trèfle vers l'A 1. Après deux autres sorties, l'itinéraire se termine à la sortie de Chorweiler dans la Merianstraße, construite comme un demi-carrefour. En guise de travaux préliminaires, le pont sous la Merianstraße est inutilisé pendant des décennies jusqu'à ce que le contournement de Fühlingen soit raccordé en 2015.
En novembre 2014, après plusieurs décennies de planification, la construction du prolongement du contournement de Fühlingen avec une connexion à la Bundesstraße 9 près de Worringen commence ; celle-ci est inaugurée le 2 juin 2016.
Une particularité est que l'A 552 est souvent le lieu de tournage de la série d'action Alerte Cobra. Dans la série, l'A 552 est facilement reconnaissable aux lampadaires de la barrière centrale.